# Економічні селяни
Економі́чні селя́ни — категорія економічно залежних від держави селян в Росії в другій половині XVIII-першій половині XIX століть. Це були монастирські та церковні селяни, передані в 1764 році в результаті секуляризації церковних земель під управління Колегії економії (звідси і сама назва селян). Цим селянам віддана частина монастирських земель, панщина та натуральний оброк замінені подушним денним оброком. Селяни володіли відносно особистою волею, несли державі повинності. В 1786 році з ліквідацією Колегії економії, економічні селяни перейшли у відомість місцевих органів (казенних палат) і злились із загальною масою державних селян.

### В Удмуртії
В Удмуртії в 1782 році значна частина економічних селян була зосереджена в наступних повітах:
- Глазовському — 2042 особи чоловічої статі (4,8% населення)
- Єлабузькому — 2554 особи чоловічої статі (13,6%)
- Малмизькому — 2588 осіб чоловічої статі (8,7%)
- Сарапульському — 105 осіб чоловічої статі.

В Малмизькому повіті економічні селяни складали особливу В'ятсько-Полянську волості і до секуляризації були власністю В'ятського Успенського Трифонового монастиря. В Єлабузькому повіті були зосереджені у волостях Танаєвській, Свиногорській та Тихогорській, раніше належали Єлабузькому, Тихогорському та Московському Донському монастирям. На 1795 рік економічні селяни становили 5,2% селян Удмуртії.